# 贡比托
贡比托（義大利語：Gombito），是意大利克雷莫纳省的一个市镇。总面积9平方公里，人口648人，人口密度72.0人/平方公里（2009年）。国家统计（ISTAT）代码为019049。